# Maquillador
Un maquillador o una maquilladora és un artista el mitjà del qual és el cos humà, i que es dedica a posar maquillatge i maquillatge prostètic en produccions teatrals, televisives, cinematogràfiques, de moda, per a revistes i altres produccions similars, incloent-hi tots els aspectes de la indústria del modelatge amb gràfics 3D o software d'animació i no en animació 2D ni en stop motion.. Els premis més destacats d'aquesta professió dins la indústria de l'entreteniment són l'Academy Award for Best Makeup and Hairstyling i també altres premis de la indústria de l'entreteniment com ara els Premis Emmy i els Globus d'Or. Als Estats Units i a altres parts del món, les agències només poden contractar maquilladors si tenen llicència professional. Les empreses de producció més grans tenen maquilladors interns contractats, però la majoria dels maquilladors són autònoms. i tenen horaris flexibles en funció dels projectes. L'ús de càmeres digitals probablement ha popularitzat el maquillatge nupcial.

## Tècniques de maquillatge
Maquillatge per a la moda
El maquillatge per a la moda s'empra en fotografies per a revistes i també a la passarel·la. El maquillatge avantguardista també és una tècnica aplicable que s'empra per projectes exigeixen temàtiques experimentals. El maquillatge per a la moda també se sol fer servir a la televisió i al cinema.
Maquillatge teatral
El maquillatge per a l'escenari s'empra com a mètode juntament amb la il·luminació de l'escenari per destacar les cares dels actors per fer que les seves expressions siguin més visibles pel públic des de distàncies moderades. Aquesta tècnica sol incloure definir els ulls i els llavis i també il·luminar i enfosquir adequadament els ossos facials.
Efectes especials de maquillatge (maquillatge FX)
L'ús de tècniques d'efectes especials que realcin els trets físics per mostrar 
 així com maquillatge de fantasia. L'ús de prostètics i motlles de guix també és necessari per projectes en què apareguin personatges no humans. En aquest tipus de maquillatge també es poden aplicar sang falsa i gotes de suor.
Airbrushing
L'ús dels anomenats airbrushes (de l'anglès, pinzell d'aire), que són uns estris petits que funcionen amb aire i vaporitzen diversos productes, entre ells maquillatge de base aquosa i amb base d'alcohol en un procés de nebulització. La primera dada d'aquest tipus d'aplicació de maquillatge data de la versió de 1925 de la pel·lícula Ben-Hur,però la pràctica s'ha popularitzat amb l'arribada de la televisió en alta definició i la fotografia digital, en què la càmera pot enfocar amb més detall. Les bases líquides que tenen una cobertura alta i una poca consistència s'apliquen amb l'airbrush per aconseguir una alta cobertura sense una acumulació gruixuda de producte.
Maquillatge nupcial
El maquillatge nupcial és una categoria nova dins el repertori dels maquilladors. Tant els maquilladors ètnics com els elegants, i els contemporanis, són una part important de la planificació de matrimonis a Àsia, Europa, Àfrica i Amèrica del Nord.
Alta definició
Aquest és un art que implica l'ús de reflectors de llum i d'ingredients com minerals perquè la pell tingui un acabat d'aparença perfecta. Aquesta tècnica es va desenvolupar a causa de la popularització dels mitjans de televisió en HD

## Plataforma per maquilladors
A l'octubre de 2014, l'empresa MUA Connected (maquilladors connectats en anglès)va llançar una plataforma global on es poden trobar tots els maquilladors tècnics i parlar sobre el camp del maquillatge i també poden trobar-hi i conèixer-hi clients en línia.

## Maquilladors a Bollywood
El 1955 el grup de Bollywood Cine Costume Make-Up Artist & Hair Dressers' Association (CCMAA) va crear una norma que no permetia que dones es convertissin en membres maquilladores.De totes maneres, els jutges del Tribunal Suprem de l'Índia van concloure aquesta norma constituïa una violació de les garanties constitucionals de l'Article 14 (dret a la igualtat), 19(1)(g) (llibertat d'exercir qualsevol professió) i l'Article 21 (dret a la llibertat).Els jutges del Tribunal Suprem de l'Índia van concloure que la prohibició a les maquilladores no tenia cap motiu racional i que la causa que es volia assolir era "inacceptable, impermissible i incoherent" amb els drets constitucionals dels ciutadans. El Tribunal també va trobar il·legal la norma que estipulava que qualsevol artista, sigui home o dona, per a treballar a la indústria, havia d'haver estat domiciliat durant cinc anys al lloc on volgués treballar. El 2015 es va anunciar que Charu Khurana s'havia convertit en la primera dona en registrar-se a la Cine Costume Make-Up Artist & Hair Dressers' Association.
El juny de 2014, la Cine Costume Make-Up Artist & Hair Dressers' Association (CCMAA) va autoritzar una protesta oficial al set de producció de Bang Bang! en protesta en contra d'un maquillador estranger, Daniel Bauer (maquillador) que treballava maquillant l'actriu principal, Katrina Kaif. La CCMAA i 15 dels seus membres van protestar al set de producció perquè Daniel Bauer no estava registrat, encara que s'havia prohibit als maquilladors estrangers treballar a Bollywood. La qüestió es va resoldre quan la CCMAA va permetre a Daniel Bauer fer-se membre.

## Maquilladors notoris
- Charlotte Tilbury
- Kevyn Aucoin
- Way Bandy
- Bobbi Brown
- John Chambers
- Nina Flowers
- Joanne Gair
- Pat McGrath
- Ve Neill
- Dick Smith
- Lisa Eldridge
- Mary Greenwell